# Jay B. Silveria

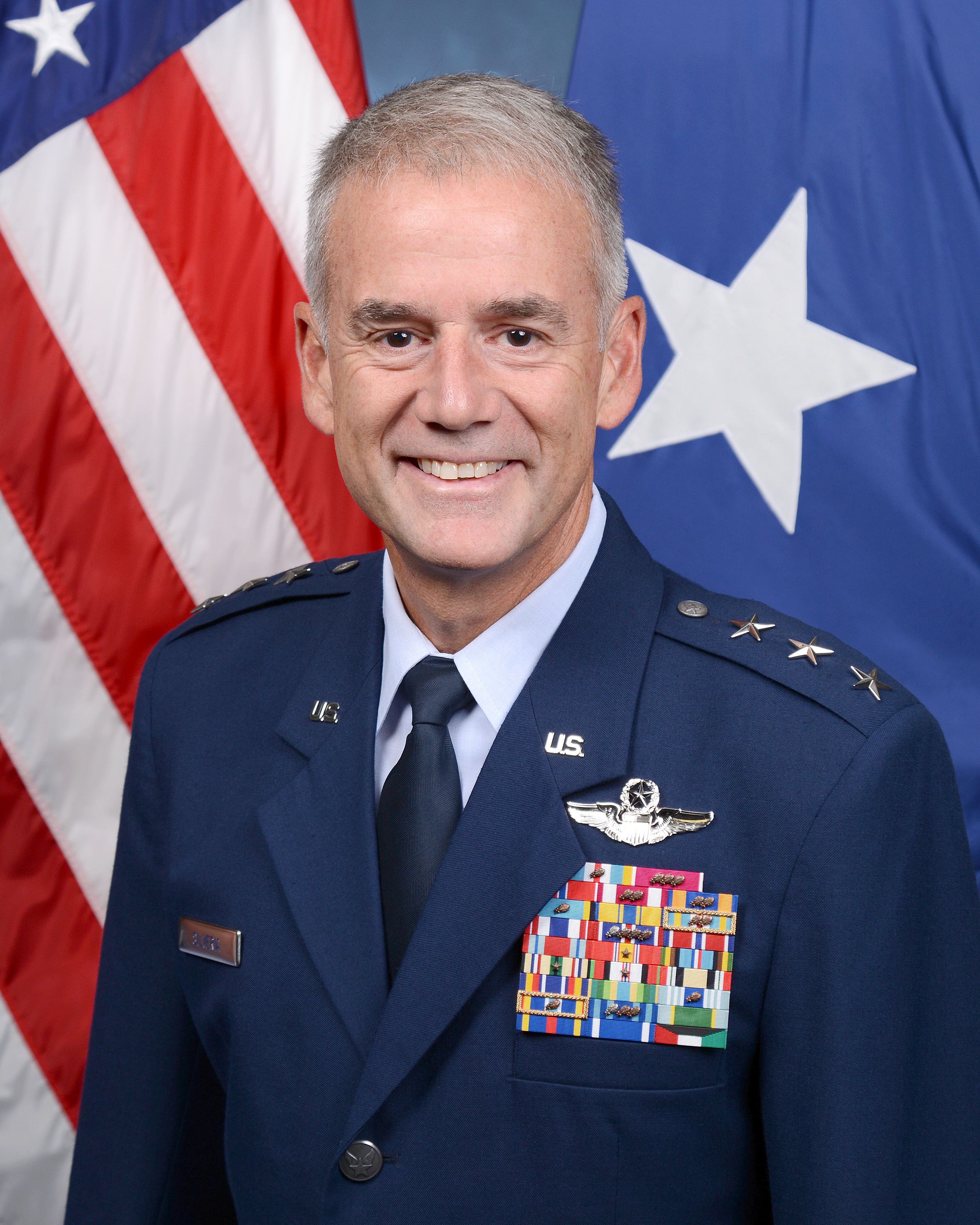
Jay B. Silveria (2016)

Jay Benton Silveria (* um 1963 in Houston, Texas) ist ein pensionierter Generalleutnant der United States Air Force. Er war unter anderem Leiter (Superintendent) der United States Air Force Academy.

## Leben
Jay Silveria entstammt einer Familie mit einer militärischen Vergangenheit in der Luftwaffe. Im Jahr 1985 absolvierte er die United States Air Force Academy in Colorado Springs. Nach seiner Graduation wurde er als Leutnant in das Offizierskorps der Air Force aufgenommen. In der Folge durchlief er alle Offiziersgrade vom Leutnant bis zum Drei-Sterne-General.
Im Lauf seiner militärischen Karriere absolvierte er verschiedene Kurse und Schulungen. Dazu gehörten unter anderem eine Ausbildung zum Kampfpiloten und weitere Fortbildungskurse als Pilot neuer Flugzeugtypen; die Squadron Officer School auf der Maxwell Air Force Base in Alabama; das Air Command and Staff College, das sich ebenfalls auf der Maxwell AFB befindet, und das National War College in Fort Lesley J. McNair in Washington, D.C. Außerdem erhielt er akademische Grade von der Syracuse University und der Harvard University.
In seinen frühen Jahren als Offizier der Luftwaffe war er an verschiedenen Stützpunkten in den Vereinigten Staaten stationiert. Dabei war er als Pilot, Flugausbilder oder Stabsoffizier bei unterschiedlichen Einheiten tätig. Dazwischen absolvierte er die erwähnten Schulungen. Von 1995 bis 1997 war er in England auf der Royal Air Force Base Lakenheath stationiert. Danach gehörte er bis Juli 1999 dem Stab des NATO-Hauptquartiers SHAPE in Mons, Belgien an. Zurück in Lakenheath, wo er zwischen Juli 2000 und Juli 2004 erneut stationiert war, erhielt Silveria das Kommando über die 492. Kampfstaffel (492nd Fighter Squadron). Dort war er auch stellvertretender Kommandeur der 48th Mission Support Group.
Nach seinem anschließenden Studium am National War College wurde er nach Deutschland auf die Ramstein Air Base versetzt. Dort kommandierte er zwischen Juni 2005 und Januar 2006 das 32nd Air and Space Operations Center. Daran schloss sich eine weitere Versetzung nach Lakenheath in England an. Zwischen Januar 2006 und Juli 2007 war er dort stellvertretender Kommandeur des 48. Kampfgeschwaders (48th Fighter Wing). Nach einer Tätigkeit im Stab des United States European Commands bis August 2008 erhielt er in Leakenheath das Kommando über das 48. Kampfgeschwader. Diese Aufgabe nahm er dann bis Juni 2010 wahr.
Daran schloss sich eine Versetzung zur Langley Air Force Base in Virginia an. Dort war Jay Silveria zwischen Juli 2010 und März 2012 Generalinspekteur beim Air Combat Command. Anschließend gehörte er bis zum März 2013 dem Stab der Sicherheitskooperation für den Irak an (Director, Security Assistance in the Office of Security Cooperation-Iraq). Danach war er zwischen April 2013 und Februar 2014 stellvertretender Kommandeur der 14. Luftflotte, die auf der Vandenberg Space Force Base in Kalifornien ansässig war.
In der Folge wurde er auf die Nellis Air Force Base in Nevada versetzt. Dort kommandierte Silveria zwischen Februar 2014 und April 2016 das U.S. Air Force-Warfare-Center. Anschließend wurde er stellvertretender Kommandeur des U.S. Air Forces Central Command und der Luftwaffenkomponente des United States Central Command. Dabei war er für Luftoperationen in 20 Ländern im Nahen und Mittleren Osten zuständig, wozu auch Afghanistan, Syrien und der Irak gehörten. Diese Aufgabe nahm er zwischen April 2016 und Mai 2017 wahr.
Sein letzter Auftrag führte ihn nach Colorado zur United States Air Force Academy. Am 11. August 2017 übernahm er dort in der Nachfolge von Michelle D. Johnson als Superintendent die Leitung dieser Ausbildungsstätte. Dieses Amt bekleidete er bis zum 23. September 2020, als er von Richard M. Clark abgelöst wurde. Wenig später schied er aus dem aktiven Militärdienst aus. Bemerkenswert ist sein engagiertes Auftreten gegen rassistische Schmierereien an der Akademie.
Während seiner aktiven Zeit als Militärpilot absolvierte er über 3900 Flugstunden auf verschiedenen Flugzeugtypen.
Nach seiner Pensionierung wurde Jay Silveria Vorstandsmitglied (Executive Director) der Bush School of Government & Public Service in Washington. Diese ist Teil der Texas A&M University.

## Daten der Beförderungen
| Abzeichen | Rang               | Jahr              |
| --------- | ------------------ | ----------------- |
|           | Second Lieutenant  | 29. Mai 1985      |
|           | First Lieutenant   | 29. Mai 1987      |
|           | Captain            | 29. Mai 1989      |
|           | Major              | 1. Februar 1997   |
|           | Lieutenant Colonel | 1. Mai 2000       |
|           | Colonel            | 1. Juli 2005      |
|           | Brigadier General  | 2. September 2010 |
|           | Major General      | 16. Juni 2014     |
|           | Lieutenant General | 11. August 2017   |

## Orden und Auszeichnungen
Jay Silveria erhielt im Lauf seiner militärischen Laufbahn unter anderem folgende Auszeichnungen:
- Air Force Distinguished Service Medal
- Defense Superior Service Medal
- Legion of Merit
- Bronze Star Medal
- Meritorious Service Medal
- Air Medal
- Air Force Commendation Medal
- Aerial Achievement Medal
- NATO-Medaille